# Acetyloaceton
Acetyloaceton, 2,4-pentanodion – organiczny związek chemiczny z grupy ketonów, pochodna acetonu, najprostszy β-diketon (związek posiadający dwie grupy ketonowe rozdzielone jednym atomem).

## Właściwości
W temperaturze pokojowej jest to bezbarwna ciecz o charakterystycznym, ostrym zapachu. Jako typowy β-diketon, 2,4-pentanodion ulega tautomerii ketonowo-enolowej:
Jego enolan jest używany jako odczynnik kompleksujący o skrócie acac.

## Chemia koordynacyjna

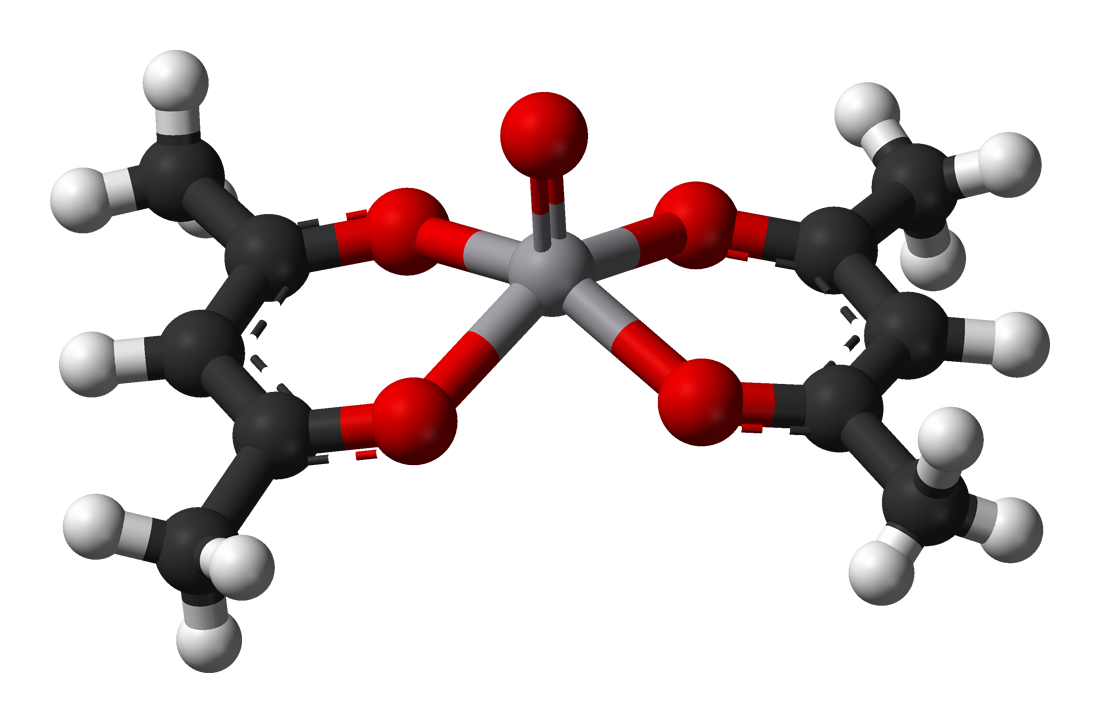
Kompleks VO(acac)2

Anion acetyloacetonu tworzy związki kompleksowe z wieloma jonami metali przejściowych. Główną metodą syntezy jest reakcja jonu metalu z acetyloacetonem w obecności zasady (B):
Mz+
 + z(acacH) + zB ⇌ M(acac)
z + zBH+

która pomaga w usuwaniu protonu z acetyloacetonu i przesuwa równowagę na korzyść kompleksu. Oba atomy tlenu wiążą się z metalem tworząc pierścień sześcioczłonowy. W niektórych przypadkach wiązanie jest tak silne, że dodanie zasady nie jest potrzebne do wytworzenia kompleksu. Ze względu na to, że kompleks metalu nie ma ładunku elektrycznego, jest on rozpuszczalny w niepolarnych rozpuszczalnikach organicznych.